# Fuerza Expedicionaria Brasileña
La Fuerza Expedicionaria Brasileña (o FEB), fue el nombre dado a la fuerza militar brasileña compuesta por 25 834 hombres que luchó del lado de los Aliados en los últimos meses de la Segunda Guerra Mundial, y más concretamente en la campaña de Italia en sus dos últimas fases: la rotura de la Línea Gótica y la ofensiva aliada final en aquel frente. Esta fuerza estaba formada por una división de infantería completa (bautizada también con el nombre de 1.ª DIE o 1.ª División de infantería Expedicionaria), una cuadrilla de reconocimiento y un escuadrón de cazas. Adoptó como lema La víbora está fumando, una expresión irónica que se popularizó entre los brasileños durante la guerra. Ellos consideraban más fácil "ver a una víbora fumar a que Brasil entrara a la guerra" en Europa.

## Contexto histórico
En 1939, con el inicio de la Segunda Guerra Mundial, Brasil se mantuvo neutro, continuando la política del presidente Getulio Vargas de no se definir por ninguna de las grandes potencias. Solamente tratando de aprovecharse de las ventajas ofrecidas por ellas. Dicho pragmatismo fue interrumpido al inicio de 1942 cuando Estados Unidos y el gobierno brasileño decidieron la cesión de las bases aéreas en la isla de Fernando de Noronha, y a lo largo de la costa nornordeste brasileña para recibir bases militares estadounidenses. En el caso de que las negociaciones no hubieran tenido resultado, con Vargas y los militares insistiendo en mantener la neutralidad, los Estados Unidos tenían planes de invadir el nordeste brasileño.

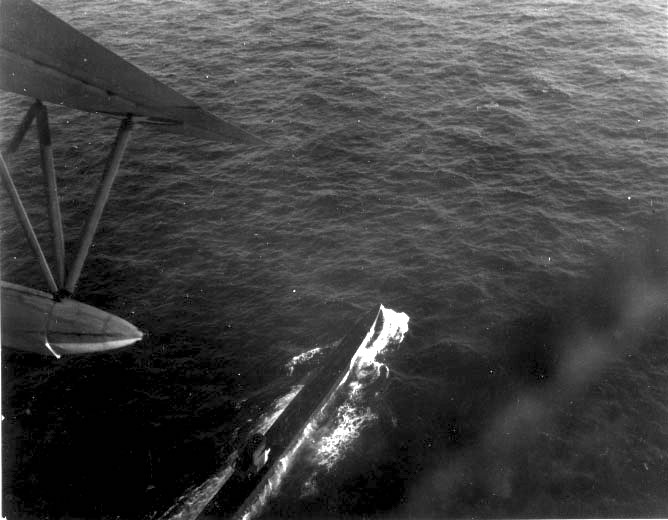
Submarino alemán U-199 bajo ataque de la FAB

A partir de enero del mismo año, comienza una serie de torpedeamientos de barcos mercantes brasileños por submarinos ítalo-alemanes en la costa litoral brasileña, una ofensiva idealizada por el propio Adolf Hitler, que tenía como objetivo aislar al Reino Unido, impidiéndole recibir equipamientos, armas y materia prima exportados del continente americano (como consta en el diario de Goebbels y en las memorias del almirante Dönitz), considerados vitales para el esfuerzo de guerra de los aliados, este abastecimiento a partir de 1942 a través del atlántico norte, se destinaba también a la entonces Unión Soviética.
Otro objetivo era la ofensiva submarina del Eje en aguas brasileñas para intimidar al gobierno de Brasil a mantenerse neutral. Al mismo tiempo, sus agentes en el país y los simpatizantes fascistas brasileños, interesados en que el país entrara en conflicto con el lado aliado, difundían rumores de que los naufragios de los barcos mercantes eran obra de los anglo-americanos. 

Soldados de la Fuerza Expedicionaria Brasileña en Italia durante la Segunda Guerra Mundial, 1944.

Sin embargo, la opinión pública no se dejó confundir. Conmovida con las muertes de los civiles e instigada también por los pronunciamientos provocativos y arrogantes, emitidos por Radio Berlín, comenzó a exigir que Brasil reconociera el estado de beligerancia junto a los aliados.
Lo que solamente fue oficializado a finales de agosto del mismo año, cuando se declaró la guerra a la Alemania nazista y a la Italia fascista. Después de esta declaración de guerra, delante de la continua pasividad del entonces gobierno, la misma opinión pública paso a movilizarse para el envío a Europa de una fuerza expedicionaria como contribución a derrotar el fascismo.
A pesar de todo eso, por diversas razones de orden política y operacional (internas y con el gobierno americano), solamente casi dos años después del 2 de julio de 1944, tuvo inicio el transporte rumbo al frente del primer contingente de la Fuerza Expedicionaria Brasileña, bajo el comando del general Zenobio da Costa. El general Joao Batista Mascarenhas de Morais asumiría oficial e posteriormente el comando de la FED, cuando esta ya estuviera en su formación completa. Las primeras semanas se destinaron para acostumbrarse al lugar, así como para recibir un mínimo de equipamiento y entrenamiento necesario, bajo la supervisión del comando americano, al cual la FEB estaba subordinada, ya que la preparación en Brasil demostró ser deficiente a pesar de los casi 2 años de intervalo entre la declaración de guerra y el envío de las primeras tropas al frente.
A pesar de que Brasil ya había declarado la guerra, no estaba preparado para la naturaleza fluida de aquel conflicto. La aeronáutica estaba apenas comenzando a modernizarse con la adquisición de aviones de fabricación americana. La Marina tenía una serie de embarcaciones obsoletas, poco aptas para la guerra submarina de entonces (modalidad de combate a la cual incluso las modernas marinas británica, americana y soviética solo se adecuarían a partir de finales de 1942 e inicio de 1943). Además de estar igualmente mal equipado, el Ejército cargaba aún una filosofía elitista arcaica (enfocándose en reprimir movimientos políticos internos), que poco habían cambiado desde el siglo XIX y que llevaba al fracaso la tentativa de modernizar sus métodos de entrenamiento para el combate externo y la filosofía de la acción, entre el final de la década de 1910 y el inicio de la década de 1920, tentativa esta traída por una misión contratada del ejército francés.
Los brasileños constituían una de las veinte divisiones aliadas presentes en el frente italiano en aquel momento constituida por: norteamericanos (incluidas las tropas segregadas de la 92 división y del 442 regimiento, ambas unidades de infantería formadas respectivamente por afrodescendientes y nipo-descendientes, comandadas por oficiales blancos), italianos antifascistas, exiliados europeos (polacos, checos y griegos), tropas coloniales británicas (canadienses, neozelandeses, australianos, sudafricanos, hindúes, kenianos, judíos y árabes) y franceses (marroquíes, argelinos y senegaleses), en una diversidad étnica que mucho se asemejaba a la del Frente Occidental en 1918.

## Campaña Italiana:1.ª Divisão Expedicionária

### Línea Gótica

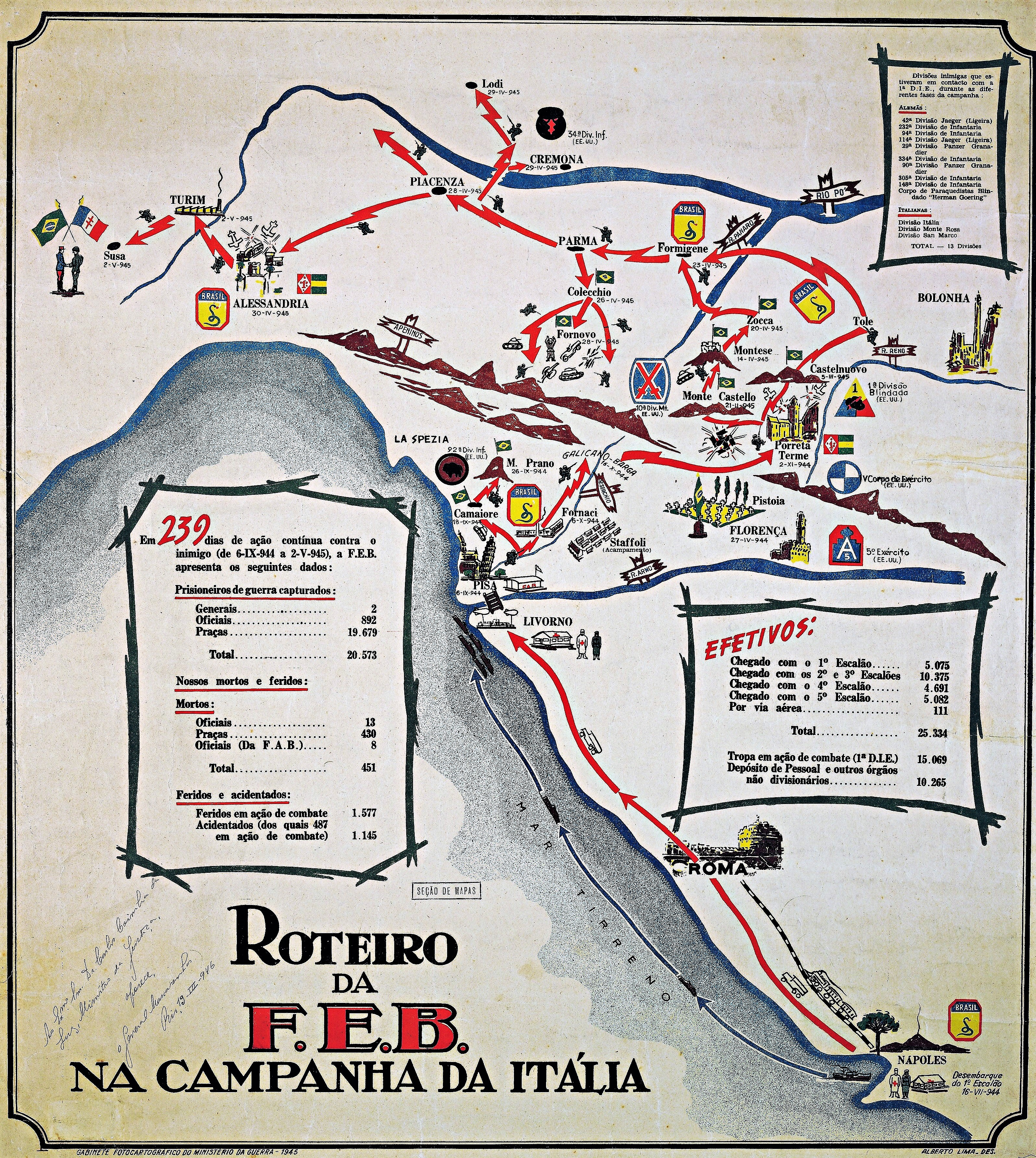
Guion de FEB en la campaña italiana

La 1a etapa de la campaña de la FEB en Italia comenzó en septiembre de 1944, actuando junto con el 371.º regimiento afroamericano que formaba la Task Force 45, liberando el valle del río Serchio de la ocupación alemana (al norte de la ciudad de Lucca, sus primeras victorias datan de esta vez en septiembre, con las tomas de Massarosa, Camaiore y Monte Prano), y la mayor parte de la comarca Gallicano-Barga, donde sufrió sus primeros reveses. A partir de noviembre de ese año, comenzó a actuar como una División completa y se desplegó al este del ala del V Ejército de Estados Unidos con la misión de expulsar a las tropas alemanas del norte de los Apeninos mediante fuego de artillería, ya que estas posiciones impedían el avance de los aliados en el sector principal del frente italiano bajo la responsabilidad del VIII Ejército Británico (ubicado entre el centro de Italia y el mar Adriático).

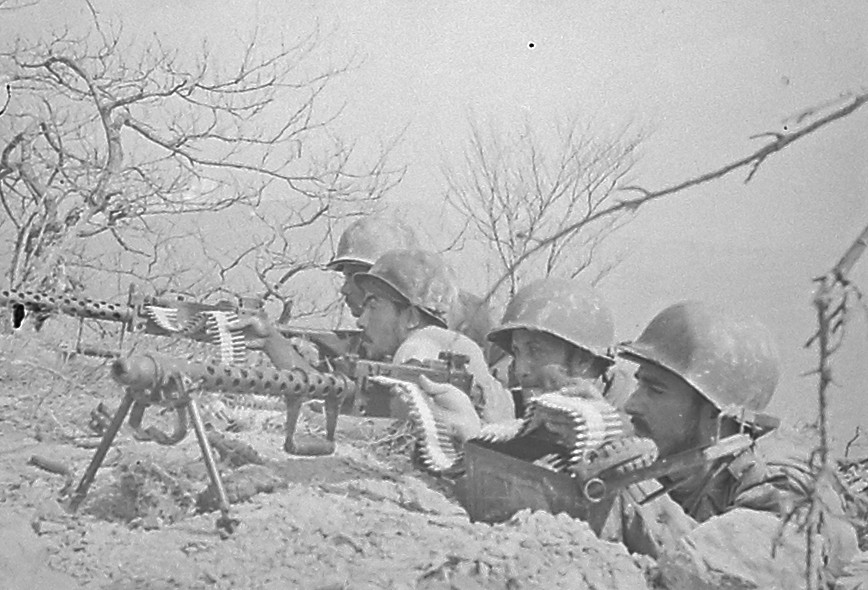
Soldados de FEB en Italia

Así comenzó, la 2.ª etapa, la más larga de la FEB en Italia, que se encargó de hacerse cargo del complejo formado por Monte Castello, Belvedere y otras posiciones montañosas de sus alrededores. Después de algunos intentos en noviembre y diciembre, quedó claro que el éxito en tal empresa requeriría un ataque conjunto de la fuerza de dos divisiones simultáneamente en Belvedere, Della Torraccia, Monte Castello y Castelnuovo di Vergato.

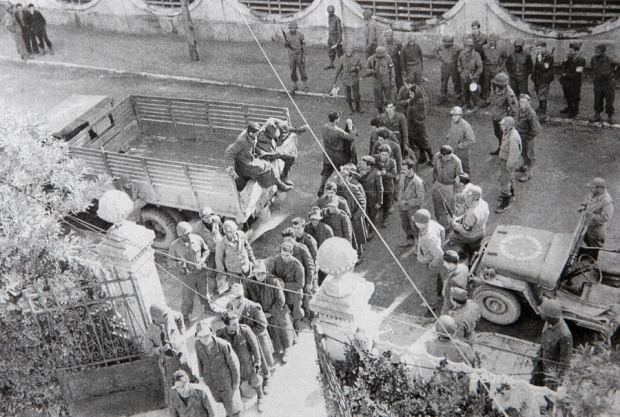
Soldados italianos capturados por la FEB en octubre de 1944

Después del invierno, entre finales de febrero y mediados de marzo de 1945, tuvo lugar la Operación Encore, un avance conjunto con la recién llegada 10.ª División de Montaña de Estados Unidos. Así, finalmente fueron tomados, entre otras posiciones, por los brasileños: Monte Castello y Castelnuovo, mientras que los estadounidenses tomaron: Belvedere y Della Torraccia. La conquista de estas posiciones por parte de la división brasileña y la división de montaña estadounidense en este sector secundario pero vital permitió el inicio de la ofensiva de primavera final.

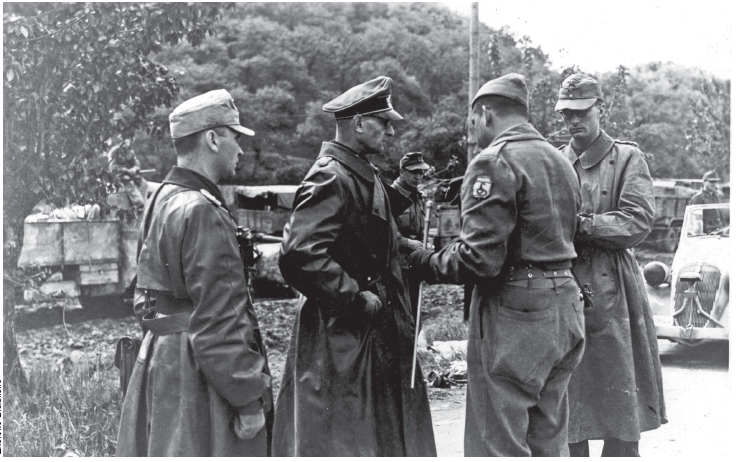
Conversaciones con el mayor Franco Ferreira sobre la rendición de la 148.ª División alemana a la FEB el 29 de abril de 1945.

### Ofensiva Final Aliada
En la 1.ª semana de abril se inició la fase final de la ofensiva de primavera, con el objetivo de romper definitivamente esta línea de defensas, que impidió el avance de las tropas aliadas en Italia hacia Europa Central. En el 1.er día de la ofensiva en el sector del IV Cuerpo del V Ejército americano, al que se incorporó la FEB y con el fallido intento alemán de retomar Montese y el consecuente avance de las tropas de la FEB, la 10.ª División de Montaña y la 1.ª División Acorazada de Estados Unidos, se efectuó el colapso de las defensas alemanas en ese sector, dejando clara la imposibilidad por parte de las tropas alemanas de mantener a partir de ese momento la línea gótica, tanto en el sector terciario al oeste, cerca el Mar de Liguria, y en el sector principal al este, cerca del Mar Adriático.
Aún en esta última etapa de su campaña, en combates librados en Collecchio y Fornovo di Taro, las tropas de la FEB que estaban en esa región en número superado numéricamente rodearon y, tras los combates surgidos del fallido intento de romper el cerco por parte del enemigo, siguieron negociación rápida, obtuvo la rendición de las tropas restantes de cuatro divisiones enemigas: dos alemanes (la 148.ª división de infantería comandada por el general Otto Fretter-Pico, y la 90.ª División Panzergrenadier) y dos fascistas italianos (la 1.ª división Bersaglieri Italia, comandada por general Mario Carloni, y la 4.ª división de montaña "Monte Rosa"). Esto impidió que las unidades que (bajo el único refugio y mando de la 148.ª) se retiraban de la región de La Spezia y Génova (que había sido liberada por la 92.ª división estadounidense) se unieran a las fuerzas italo-alemanas en Liguria.
El 2 de mayo, cuando cesaron las hostilidades en Italia con la capitulación alemana, la división brasileña había ocupado la ciudad de Alessandria desde el 30 de abril y establecido vínculos con el Ejército francés en Susa, cerca de la frontera franco-italiana. En su campaña, la FEB había encarcelado a más de veinte mil soldados enemigos, catorce mil setecientos setenta y nueve solo en Fornovo di Taro, ochenta cañones, mil quinientos vehículos y cuatro mil caballos.
Al finalizar la guerra, los aliados solicitaron la presencia brasileña como fuerza de ocupación en Austria. Aún se debate si la invitación no llegó al presidente Getúlio Vargas, siendo discutida solo a nivel militar, o si se dio cuenta de ella y le negó la participación.

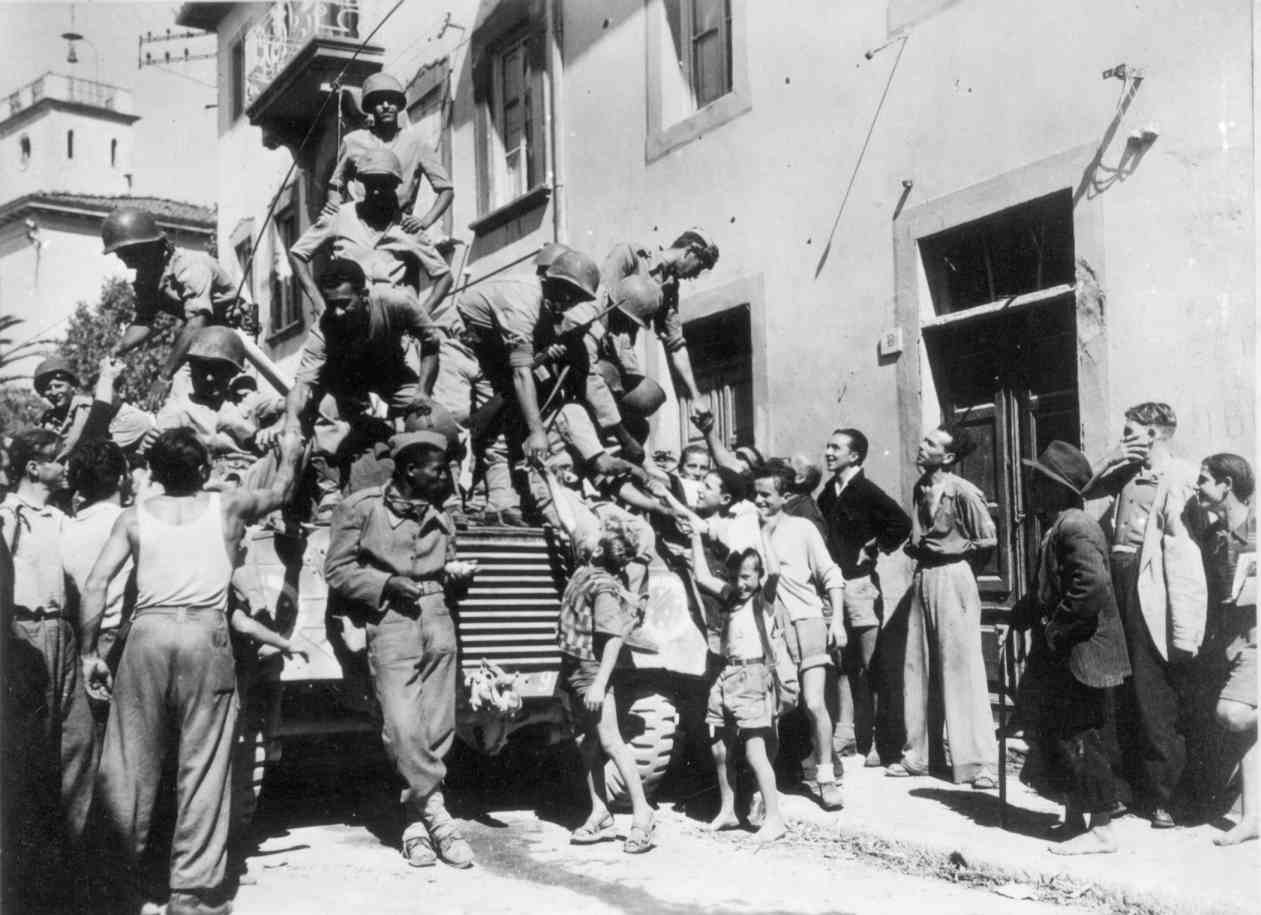
La FEB libera a Massarosa

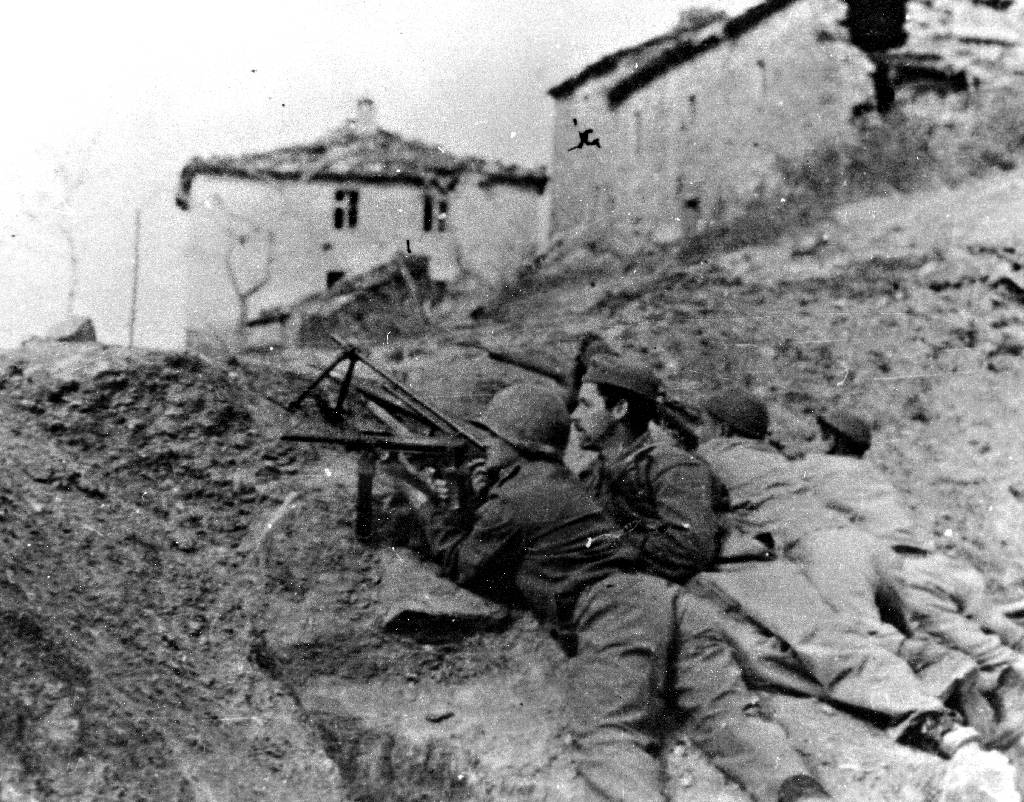
Batalla de Montese

Collecchio-Fornovo di Taro, la 148.ª División alemana se rinde a la FEB

| 1944       | Valle del Río Serchio:                                                                       |
| Septiembre | Camaiore Monte Prano Massarosa Monte Canuna Il Monte                                         |
| Octubre    | Fornacci Galicano-Barga Lama di Sotto Lama di Sopra Pradescello Pian de los Rios San Chirico |
| Noviembre  | Porreta Terme San Chirico                                                                    |
| 1945       | Apeninos:                                                                                    |
| Febrero    | Monte Castello                                                                               |
| Marzo      | Castelnuovo                                                                                  |
|            | Valle del Río Po:                                                                            |
| Abril      | Montese Zocca Monalto Collecchio Fornovo di Taro                                             |
| Mayo       | Turín Susa                                                                                   |

### Divisiones enemigas contra las que luchó la FEB
- Divisiones alemanas
  - 42.ª Jäger División (Wehrmacht) 
  - 232.ª División de Infantería (Wehrmacht) 
  - 94.ª División de Infantería (Wehrmacht) 
  - 114.ª Jäger División (Wehrmacht) 
  - 29.ª División Panzer Granadier(Wehrmacht)
  - 334.ª División de Infantería (Wehrmacht) 
  - 90.ª División Panzer Granadier (Wehrmacht)
  - 305ª División de Infantería (Wehrmacht) 
  - 148ª División de Infantería (Wermacht) 
  - Cuerpo de paracaidistas blindados "Herman Goering"
- Divisiones Italianas
  - 1.ª Divisione bersaglieri "Italia" 
  - 4.ª Divisione alpina "Monterosa" 
  - 3ª Divisione fanteria di marina "San Marco"

## Campaña Italiana:Fuerza Aérea Brasileña
En la campaña italiana, la FAB operó con dos unidades aéreas, la 1.ª Esquadrilha de Ligação e Observação (1.er E.L.O). y el 1.er Grupo de Aviação de Caça (1.er GAvCa). Dieciséis aviones fueron derribados del escuadrón de caza, con la muerte de cinco de sus aviadores en acción, además de la muerte de tres más por accidentes. Al final de la campaña, debido a las bajas sufridas, el grupo de cazas se redujo al tamaño estándar de un escuadrón convencional.

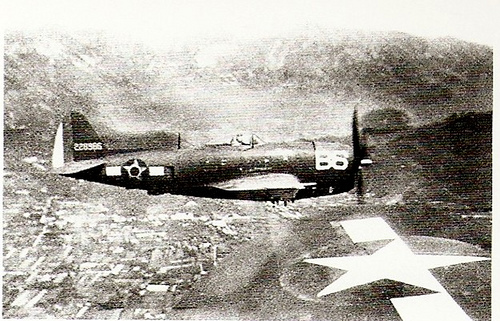
Un P-47 de la FAB escoltando a un bombardero estadunidense.

Aunque dio cobertura aérea a la división brasileña en varias ocasiones, a diferencia del Escuadrón de Reconocimiento Aéreo (ELO), el escuadrón de combate brasileño no estaba subordinado al mando de la FEB, sino más bien (siendo uno de los cuatro escuadrones del 350 ° Grupo de Cazas del ala 12 de la Fuerza Aérea del Ejército de los EE. UU. 62), informando al Comando Aéreo Táctico Aliado XXII.

### Resumen operativo:1.erGrupo de Aviação de Caça

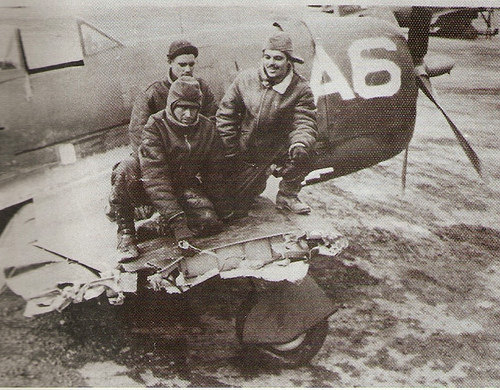
Caza del GAvCa dañado por flak alemán.

Durante la campaña italiana, los pilotos de la 1.ª GAvCa llevaron a cabo varios ataques contra refinerías, arsenales, puentes ferroviarios, transporte ferroviario, edificios que servían de base a enemigos, centrales eléctricas y almacenes, así como ataques contra alojamientos, vehículos dotados y participantes en conjunto con la Fuerza Expedicionaria Brasileña en batallas como la Batalla de Monte Castello y entre otras batallas.

#### Sumário estadístico
| Total de misiones executadas                      | 445       |
| Salidas ofensivas totales                         | 2 546     |
| Salidas defensivas totales                        | 4         |
| Total de horas de vuelo en operaciones de combate | 5 465     |
| Total de horas de vuelo                           | 6 144     |
| Total de bombas lanzadas                          | 4 442     |
| Bombas incendiárias (FTI)                         | 166       |
| Bombas de racimo (260 lb)                         | 16        |
| Bombas de racimo (90 lb)                          | 72        |
| Bombas de demolición (1000 lb)                    | 8         |
| Bombas de demolición (500 lb)                     | 4 180     |
| Tonelaje total de bombas                          | 1 010     |
| Total munición de calibre 50                      | 1 180 200 |
| Total de cohetes lanzados                         | 850       |
| Litros de gasolina consumidos                     | 4 058 651 |

|                                     | Destruidos | Dañados |
| ----------------------------------- | ---------- | ------- |
| Aeronaves                           | 2          | 9       |
| Locomotoras                         | 13         | 92      |
| Vagones y vagones cisterna          | 250        | 835     |
| Transportes motorizados             | 1 304      | 686     |
| Carros blindados                    | 8          | 13      |
| Vehículos propulsados por animales  | 79         | 19      |
| Puentes de ferrocarril y carretera  | 25         | 51      |
| Puentes ferroviarios y viales       | 412        | –       |
| Plataformas de clasificación        | 3          | –       |
| Edificios ocupados por enemigos     | 144        | 94      |
| Campamientos                        | 1          | 4       |
| Puestos de mando                    | 2          | 2       |
| Posiciones de artillería            | 85         | 15      |
| Alojamientos                        | 3          | 8       |
| Fábricas                            | 6          | 5       |
| Instalaciones diversas              | 125        | 54      |
| Plantas eléctricas                  | 5          | 4       |
| Almacén de combustible y municiones | 31         | 15      |
| Almacén de materiales               | 11         | 1       |
| Refinerías                          | 3          | 2       |
| Estaciones de radar                 | –          | 2       |
| Embarcaciones                       | 19         | 52      |
| Navíos                              | –          | 1       |

### Resumen operativo:1.erEsquadrão de Ligação e Observação
Durante la Campaña Italiana, el 1.er Escuadrón de Enlace y Observación realizó 1.654 horas de vuelo, 682 misiones de guerra y más de 400 regulaciones de fuego de artillería. Cada piloto realizó entre 70 y 95 misiones de guerra. El 1.er E.L.O. operó aviones L-4 Piper Cub, con motor de 65 CV, el escuadrón movió su base con frecuencia, acompañando los movimientos de la Fuerza Expedicionaria Brasileña y de las Unidades de Artillería, cuyos disparos debían estar preparados para regular. Las pistas de aterrizaje utilizadas fueron preparadas sumariamente y tenían entre 200 y 300 metros de largo; en dos de los casos, la anchura útil de la vía, cubierta por chapas de acero perforadas, fue de 6 metros.

### 2.º Grupo de Aviação de Caça
En 1945 la Fuerza Aérea estaba formando un 2.º Grupo de Cazas equipado con Curtiss P-40N, sería enviado al teatro de uperaciones del Pacífico. El grupo fue reunido en la Base Aérea de Santa Cruz para entrenamiento de los pilotos y tripulantes de tierra comenzaron a entrenar pero luego antes de embarcarse la guerra terminó.

## Participantes ilustres de la FEB

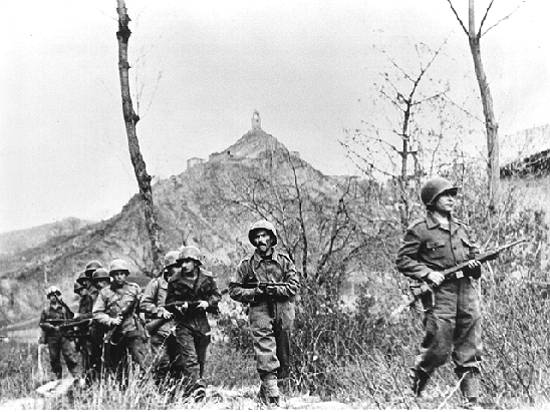
Soldados de la FEB en el segundo asalto durante la batalla de Monte Castelo.

En la FEB sirvieron personas de la más variada extracción social. Algunos desempeñarían papeles destacados en la vida política, social y cultural brasileña. Los veteranos son llamados "pracinhas":
- Afonso Augusto de Albuquerque Lima - Ministro del Interior entre 1967 y 1969.
- Antônio Matogrosso Pereira - Militar de carrera del ejército y padre del cantor Ney Matogrosso.
- Camilo Cola - empresario y político, fundador del Grupo Itapemirim.
- Celso Furtado - Intelectual y economista de la CEPAL, creador de la SUDENE, Ministro de Planeamiento en el gobierno de João Goulart.
- Clarice Lispector - Escritora, actuó como voluntaria con el cuerpo de enfermeras de la FEB.[21]
- Golbery do Couto e Silva - Ministro de la Casa Civil entre 1974 y 1981.
- Hugo de Abreu - Ministro de la Casa Militar entre 1974 y 1978.
- Humberto de Alencar Castelo Branco - Presidente de Brasil entre 1964 y 1967.
- Jacob Gorender - Escritor, militante político y uno de los fundadores del Partido Comunista Brasileño Revolucionario.
- Octavio Costa - Autor intelectual de las campañas publicitarias del régimen militar en el período de Médici.
- Osvaldo Cordeiro de Farias - Gobernador de Rio Grande do Sul (1938-1942) y de Pernambuco (1955-1959).
- Perácio - Futbolista carioca, famoso en la década de 1940.
- Poli - Músico profesional multinstrumentista que influyó a varios integrantes del movimiento de la música popular brasileña en la década de 1960.
- Salomão Malina - Presidente nacional del Partido Comunista Brasileño entre 1987 y 2001.